# Kritikos lagonikos
Kritikos lagonikos  (grekiska Κρητικός Λαγωνικός) är en hundras från Kreta i Grekland. Den är en jagande pariahund som främst används för jakt på kanin. Rasen är nationellt erkänd av den grekiska kennelklubben Kynologikos Omilos Ellados (KOE) och av den tyska kennelklubben Verband für das Deutsche Hundewesen (VDH).